# Magdalena av Jülich-Cleve-Berg
Magdalena av Jülich-Kleve-Berg, född 2 november 1553, död 30 augusti 1633 var femte barn till hertig Vilhelm V av Kleve och Maria av Österrike, som var dotter till tysk-romerske kejsaren Ferdinand I.
Hon blev 1579 bortgift med Johan I av Pfalz-Zweibrücken. 
1589 födde hon sonen Johan Kasimir av Pfalz-Zweibrücken, sedermera far till pfalzgreven, kung Karl X Gustav av Sverige.
Hon bisattes i reformerta kyrkan i Meisenheim.